# Strażnicy dusz
Strażnicy dusz (ang. Cemetery Boys) – amerykańska powieść urban fantasy skierowana do młodych dorosłych (young adult) Aidena Thomasa, opublikowana 1 września 2020 przez Swoon Reads. Polska wersja ukazała się 23 marca 2022 nakładem wydawnictwa Media Rodzina w tłumaczeniu Agnieszki Brodzik. Książka trafiła na listę bestsellerów „The New York Timesa” i przeszła do historii jako pierwsza powieść jawnie transpłciowego autora, w której występuje transpłciowa postać.

## Fabuła
Yadriel to transpłciowy homoseksualny chłopak, latynoskiego pochodzenia. Jest również Brujo, osobą posiadającą magiczne zdolności. Potrafi przywoływać duchy i uwalniać je ze świata fizycznego, podczas gdy Bruja posiadają moc uzdrawiania. Niestety, jego rodzina nie uznaje go jako mężczyzny i oczekuje, że będzie rozwijać swoje umiejętności związane z leczeniem. Wraz ze swoją kuzynką i przyjaciółką Maritzą bohater próbuje przywołać ducha zaginionego kuzyna. Ma nadzieję, że jeśli przywołanie okaże się skutecznie, udowodni swojej rodzinie, że jest Brujo. Zamiast tego przywołuje Juliana Diaza, chłopca ze swojej szkoły, który nie pamięta swojej śmierci i nie jest gotów, aby ruszyć dalej.

## Odbiór i nagrody
Książka była nominowana do wielu nagród:
| Rok  | Nagroda                                                          | Wynik     |
| ---- | ---------------------------------------------------------------- | --------- |
| 2020 | Bram Stoker Award for Best Young Adult Novel                     | Nominacja |
| 2020 | Goodreads Choice Award for Young Adult Fantasy & Science Fiction | Nominacja |
| 2020 | Goodreads Choice Award for Debut Novel                           | Nominacja |
| 2020 | National Book Award                                              | Nominacja |
| 2020 | School Library Journal (SLJ) Top 10 Audiobooks of 2020           | TOP 10    |
| 2021 | Nagroda Locusa za najlepszy debiut                               | Nominacja |
| 2021 | Lodestar Award                                                   | Wygrana   |
| 2021 | American Library Association (ALA) Best Fiction for Young Adults | TOP 10    |
| 2021 | ALA Amazing Audiobooks for Young Adults                          | TOP 10    |
| 2021 | ALA Teens' Top Ten                                               | TOP 10    |
| 2021 | ALA Rainbow List                                                 | TOP 10    |